# سوماکامپانیا
سوماکامپانیا (به ایتالیایی: Sommacampagna) یک کومونه در ایتالیا است که در استان ورونا واقع شده‌است. سوماکامپانیا ۴۰٫۹۱ کیلومتر مربع مساحت و ۱۴٬۶۰۶ نفر جمعیت دارد و ۱۲۱ متر بالاتر از سطح دریا واقع شده‌است.

## خواهرخوانده
شهر هال این تیرول خواهرخواندهٔ سوماکامپانیا هست.